# Tororo (Ouganda)
Tororo est une ville de l'est de l'Ouganda, chef-lieu du district de Tororo aux confins du Kenya. Le Uganda Bureau of Statistics estimait la population de la ville en 2011 à 43 700 habitants.

## Géographie
La ville est située au pied du volcan éteint, le mont Tororo (en). Elle se trouve à 10 kilomètres à l'ouest de la ville de Malaba qui marque la frontière entre l'Ouganda et le Kenya.
Tororo est à 230 kilomètres par la route à l'est de Kampala, la capitale.

## Enseignement
La ville possède les établissements parmi les plus anciens du pays avec le Saint Peter's College, la Tororo Girls School, la Rock High School, la Manjasi High School, la Kisoko School, la Nagongera Mission School, etc.

## Culture

### Églises
La ville possède de nombreuses églises catholiques ou protestantes. Tororo fait partie de l'archidiocèse de Tororo qui remonte à l'époque des missionnaires de Mill Hill à la fin du XIXe siècle.

### Personnalités
- Catherine Apalat, photographe, née à Toro en 1981.